# Kafr ash Shaykh
Kafr ash Shaykh er et guvernement beliggende i den nordlige del af Egypten i Nildeltaet, med Middelhavet mod nord. Det grænser mod øst til guvernementet ad Daqahliyah, mod syd til al Gharbiyah og mod vest til al Buhayrah. Hovedstaden er byen Kafr el-Sheikh; en anden stor by er Disuq.
OMrådet ligger i Nildeltaet, cirka 134 km nord for den egyptiske by Kairo. I 2010 havde området en befolkning på 2.797.942 mennesker og et areal på 3.437 km2.

## Eksterne kilder og henvisninger
1. ↑  Areal og befolkning

- Wikimedia Commons har flere filer relateret til Kafr ash Shaykh

31°10′N 30°48′Ø / 31.167°N 30.800°Ø